# Кромбхольц, Юлиус Винценц фон
Ю́лиус Ви́нценц фон Кро́мбхольц (нем. Julius Vincenz von Krombholz; 19 декабря 1782, Богемия, Священная Римская империя — 2 ноября 1843, Прага, Богемия, Австрийская империя) — немецкий (чешский) врач и миколог.

## Биография
Юлиус Винценц фон Кромбхольц родился 19 декабря 1782 года в городе Оберполиц в Священной Римской империи (ныне — Горни-Полице, Чехия). В 1803 году поступил на медицинский факультет Карлова университета в Праге. С 1811 по 1814 он работал прозектором в Анатомическом институте. В 1814 году ему была присвоена степень доктора, также он стал профессором теоретической хирургии. В 1820 году Кромбхольц был назначен профессором патологии и медицины Карлова университета. С 1825 по 1836 Кромбхольц работал в Пражском медицинском училище. Во время эпидемии холеры 1831 года он был директором нескольких госпиталей. В том же году Кромбхольц был назначен ректором Карлова университета. Затем Юлиус Винценц заинтересовался микологией. Его работа Naturgetreue Abbildungen und Beschreibungen der Schwämme, издававшаяся с 1831 года, являлась первым атласом, описывающим грибы современной Чехии. Юлиус фон Кромбхольц скончался 2 ноября (по другим данным — 1 ноября) 1843 года в Праге. Последние три тома Атласа были изданы Иоганном Баптистой Цобелем (1821—1865) уже после смерти Кромбхольца.

## Некоторые научные работы

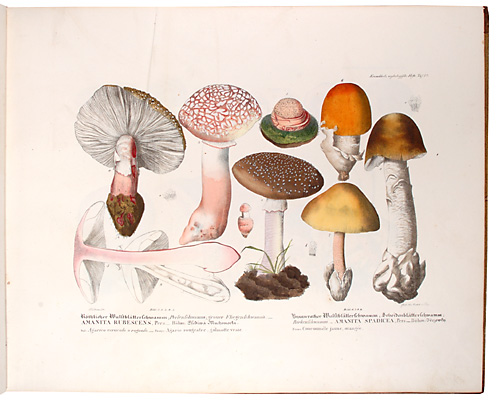
Мухоморы в работе Кромбхольца Naturgetreue Abbildungen und Beschreibungen der Schwämme.

- Krombholz, J.V. von Conspectus fungorum esculentorum. ed. 1, 1820 — 38 pp., ed. 2, 1821 — 40 pp.
- Krombholz, J.V. von Naturgetreue Abbildungen und Berschreibungen der Schwämme. 10 pts., 1831—1846.

## Роды и некоторые виды грибов, названные в честь Ю. В. Кромбхольца
- Krombholzia Rupr. ex E.Fourn., 1876 [syn.  Zeugites P.Browne, 1756]
- Krombholzia P.Karst., 1881, nom. illeg. [syn.  Leccinum Gray, 1821]
- Krombholziella Maire, 1937, nom. nov. [syn.  Leccinum Gray, 1821]
- Cortinarius krombholzii Fr., 1874, nom. nov.
- Verpa krombholzii Corda, 1828